# Yevgueni Perepiolkin

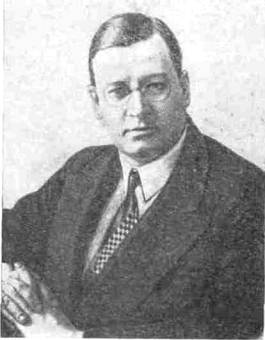
Yevgeny en 1938

Yevgueni Yákovlevich Perepiolkin (en ruso: Евге́ний Я́ковлевич Перепёлкин; 19 de febrerojul./ 4 de marzo de 1906greg. – 13 de enero de 1938) fue un astrónomo soviético.

## Semblanza
Prepiolkin se graduó en 1925 en la Universidad de San Petersburgo, y desde 1929 trabajó en el observatorio de Púlkovo, liderando los trabajos de observación del movimiento de las estrellas en relación con la posición de las nebulosas extragaláticas. En 1934 fue nombrado profesor y jefe del Laboratorio de Astrofísica.
Detenido el 11 de mayo de 1937 dentro del denominado «CasoPúlkovo», fue condenado a 5 años de prisión. Mientras cumplía la condena en Mariinsk (Krai de Krasnoyarsk), fue condenado a muerte por la Troika del NKVD. Años después, tras el proceso de desetalinización, fue rehabilitado en 1956.
Sus principales trabajos científicos estuvieron dedicados a la física solar (estudiando la rotación del sol, la naturaleza de las playas solares, y al estudio de la estructura de las protuberancias solares de la cromosfera. Propuso un nuevo índice de para categorizar la luz solar en el ultravioleta lejano, responsable de la ionización de las capas superiores de la atmósfera terrestre.
Marcó el inicio de los estudios sistemáticos del Sol en el Observatorio de Púlkovo, y en la Unión Soviética. En 1931 organizó el servicio de informes solares, y participó en la creación de los primeros instrumentos de observación solar en la URSS, en particular el doble espectroheliógrafo y un gran telescopio solar. Fue uno de los principales organizadores de la observación del eclipse solar de 1936, habiendo sido miembro de la expedición a Suecia para observar un eclipse solar en 1927. Estudió las estrellas variables, la lluvia de meteoros y el planeta Marte durante su oposición a la Tierra de 1924. Investigó el paralaje y el movimiento propio de la estrella de Barnard. Junto con Aleksandr Deich realizó en 1931 y 1932  mediciones e interpretación de imágenes con el fin de estudiar los movimientos propios de las estrellas.

## Trabajos científicos
- Über die der Rotationsgeschwindigkeit verschiedenen Schichten der Sonne // Zs. f. Astroph. 6, 1, 2 und Heft, 1933.
- Über die der Struktur Sonnenchromosphere // Zs. f. Astroph. 6, p. 245-258 1933.
- La radiación ultravioleta del Sol y las prominencias // GAO Circular número 10, p. 7-8, 1934.
- Estudio de la línea de helio D3 en el espectro de la cromosfera // Izvestiya GAO N.º 122, p. 1-16, 1935 (con O. A. Melnikovym).
- Problema de la rotación solar, en la actualidad // Los éxitos de las ciencias astronómicas. Equipo. 4, p. 3-21 1935. Capítulo V en el Volumen I y el Capítulo I del Volumen II, Astrofísica de Púlkovo. 1934 1936.
- Eigenbewengungen von 3189 Sternen en den Kapteynschen Arealen en den Zonen + 75 ° und + 60 ° und dem en Areal 28 (Zona de + 45 °) // Proceedings GAO, serie II, Vol. 45, 1935 (junto con A. Deich).

## Eponimia
- En 1970 la UAI decidió en su honor llamarle «Perepelkin» a un astroblema lunar.[2]
- También lleva su nombre el cráter marciano Perepelkin.